# 生长因子受体
生长因子受体（英語：growth factor receptor）是细胞表面结合生长因子的受体，是生长因子信号在细胞中级联放大的第一步。 作为配體的生长因子与受体结合通常会给与细胞生长或分化的信号。
生长因子受体通常通过JAK/STAT、MAP激酶和PI3激酶等途径起作用。